# Formazioni di Superliga russa di pallavolo femminile 2010-2011
Formazioni delle squadre di pallavolo partecipanti alla stagione 2010-2011 del campionato di Superliga russa.

## Avtodor-Metar
| N° | Nome                 | Ruolo | Data di nascita  | Nazionalità sportiva |
| -- | -------------------- | ----- | ---------------- | -------------------- |
| -  | Petr Khil'ko         | All   | 1965             | Russia               |
| 1  | Julija Sedova        | C     | 8 gennaio 1985   | Russia               |
| 2  | Ekaterina Belova     | C     | 5 ottobre 1993   | Russia               |
| 4  | Ekaterina Osičkina   | C     | 2 aprile 1989    | Russia               |
| 5  | Oksana Aksënova      | C     | 8 agosto 1983    | Russia               |
| 6  | Ksenija Šegoleva     | P     | 22 gennaio 1993  | Russia               |
| 7  | Margarita Kupilo     | S     | 1993             | Russia               |
| 8  | Marija Samojlova     | S     | 22 dicembre 1989 | Russia               |
| 9  | Anastasija Kornienko | S     | 9 settembre 1992 | Russia               |
| 11 | Elena Špak           | L     | 5 febbraio 1990  | Russia               |
| 12 | Nadežda Mišina       | C     | 4 febbraio 1991  | Russia               |
| 13 | Tat'jana Alejnikova  | P     | 15 marzo 1983    | Russia               |
| 14 | Evgenija Kožuchova   | C     | 6 marzo 1990     | Russia               |
| 16 | Elena Sennikova      | L     | 20 marzo 1979    | Russia               |
| 18 | Olesja Šaravskaja    | S     | 1º ottobre 1984  | Russia               |
| 19 | Aleksandra Samojlova | S     | 14 maggio 1987   | Russia               |
| 21 | Alica Székelyová     | P     | 5 gennaio 1981   | Slovacchia           |

## Dinamo-Kazan
| N° | Nome                | Ruolo | Data di nascita   | Nazionalità sportivatà |
| -- | ------------------- | ----- | ----------------- | ---------------------- |
| -  | Rišat Giljazutdinov | All   | 31 ottobre 1972   | Russia                 |
| 1  | Marija Borodakova   | C     | 8 marzo 1986      | Russia                 |
| 2  | Irina Stratanovič   | S     | 2 ottobre 1988    | Russia                 |
| 3  | Tat'jana Ščukina    | C     | 7 agosto 1991     | Russia                 |
| 4  | Ol'ga Čukanova      | C     | 9 giugno 1980     | Russia                 |
| 5  | Elena Ponomareva    | S     | 28 dicembre 1972  | Russia                 |
| 6  | Tat'jana Fuks       | L     | 13 agosto 1979    | Russia                 |
| 9  | Vera Uljakina       | P     | 21 agosto 1986    | Russia                 |
| 10 | Jordan Larson       | S     | 16 ottobre 1986   | Stati Uniti            |
| 11 | Ekaterina Gamova    | O     | 17 ottobre 1980   | Russia                 |
| 13 | Ksenija Peškina     | C     | 28 febbraio 1986  | Russia                 |
| 14 | Ekaterina Kabešova  | L     | 5 agosto 1986     | Russia                 |
| 15 | Tat'jana Košeleva   | S     | 27 settembre 1988 | Russia                 |
| 16 | Onuma Sittirak      | S     | 13 giugno 1986    | Thailandia             |
| 17 | Regina Moroz        | C     | 14 gennaio 1987   | Russia                 |

## Dinamo Krasnodar
| N° | Nome                     | Ruolo | Data di nascita   | Nazionalità sportiva |
| -- | ------------------------ | ----- | ----------------- | -------------------- |
| -  | Sergej Ovčinnikov        | All   | -                 | Russia               |
| 1  | Anna Ledebeva            | O     | 4 febbraio 1985   | Russia               |
| 2  | Anastasija Barabanšikova | S     | 5 maggio 1987     | Russia               |
| 3  | Anastasija Belikova      | C     | 22 luglio 1979    | Russia               |
| 4  | Elena Konstantinova      | C     | 25 agosto 1981    | Russia               |
| 6  | Ol'ga Bukreeva           | O     | 15 febbraio 1987  | Russia               |
| 7  | Žanna Surkova            | L     | 24 marzo 1987     | Russia               |
| 8  | Viktorija Kruglaja       | L     | 14 giugno 1986    | Russia               |
| 9  | Cynthia Barboza          | S     | 7 febbraio 1987   | Stati Uniti          |
| 11 | Irina Iskulova           | P     | 27 ottobre 1985   | Russia               |
| 12 | Ana Paula Ferreira       | S     | 17 giugno 1980    | Brasile              |
| 13 | Elena Ežova              | L     | 14 agosto 1977    | Russia               |
| 14 | Evgenija Starceva        | P     | 12 febbraio 1989  | Russia               |
| 15 | Anna Lubnina             | C     | 25 settembre 1986 | Russia               |
| 18 | Natal'ja Rogačeva        | C     | 30 dicembre 1982  | Russia               |

## Dinamo Mosca
| N° | Nome                             | Ruolo | Data di nascita                   | Nazionalità sportiva |
| -- | -------------------------------- | ----- | --------------------------------- | -------------------- |
| -  | Valerij Losev Vladimir Kuzjutkin | All   | 28 febbraio 1956 20 febbraio 1947 | Russia               |
| 2  | Valerija Hončarova               | S     | 3 gennaio 1988                    | Russia               |
| 3  | Lesja Machno                     | S     | 4 settembre 1981                  | Russia               |
| 4  | Ljubov' Jagodina                 | S     | 22 settembre 1977                 | Russia               |
| 5  | Marija Duskrjadčenko             | C     | 9 marzo 1984                      | Russia               |
| 6  | Oksana Parkhomenko               | P     | 28 luglio 1984                    | Azerbaigian          |
| 7  | Svetlana Krjučkova               | L     | 21 febbraio 1985                  | Russia               |
| 8  | Natalija Hončarova               | S     | 1º giugno 1989                    | Russia               |
| 9  | Viktorija Kuzjakina              | L     | 1º giugno 1985                    | Russia               |
| 10 | Anna Levčenko                    | P     | 12 luglio 1981                    | Russia               |
| 12 | Carolina Costagrande             | S     | 15 ottobre 1980                   | Italia               |
| 16 | Julija Merkulova                 | C     | 17 febbraio 1984                  | Russia               |
| 17 | Elena Godina                     | S     | 17 settembre 1977                 | Russia               |

## Dinamo-Jantar
| N° | Nome                  | Ruolo | Data di nascita  | Nazionalità sportiva |
| -- | --------------------- | ----- | ---------------- | -------------------- |
| -  | Sergej Alekseev       | All   | -                | Russia               |
| 1  | Nelli Fonova          | S     | 20 dicembre 1983 | Russia               |
| 2  | Nadežda Sak           | C     | 22 novembre 1982 | Russia               |
| 3  | Anastasija Kodibanova | C     | 10 febbraio 1990 | Russia               |
| 4  | Irina Sukhova         | S     | 30 luglio 1984   | Russia               |
| 5  | Ekaterina Orlova      | S/O   | 21 ottobre 1987  | Russia               |
| 6  | Morgan Beck           | O     | 30 marzo 1987    | Stati Uniti          |
| 7  | Anna Larina           | L     | 4 gennaio 1989   | Russia               |
| 8  | Dar'ja Belokorovkina  | P     | 27 gennaio 1987  | Russia               |
| 9  | Natal'ja Nazarova     | S     | 22 gennaio 1988  | Russia               |
| 10 | Ksenija Domnidi       | L     | 25 agosto 1991   | Russia               |
| 11 | Ol'ga Ryžova          | C     | 20 maggio 1984   | Russia               |
| 12 | Biljana Simanić       | S/O   | 18 febbraio 1985 | Serbia               |
| 15 | Svetlana Akulova      | P     | 19 febbraio 1986 | Russia               |

## Fakel
| N° | Nome               | Ruolo | Data di nascita   | Nazionalità sportiva |
| -- | ------------------ | ----- | ----------------- | -------------------- |
| -  | Elena Celiševa     | All   | -                 | Russia               |
| 1  | Ol'ga Efimova      | P     | 6 gennaio 1990    | Russia               |
| 2  | Irina Smirnova     | O     | 10 aprile 1990    | Russia               |
| 3  | Alena Hendzel      | C     | 21 settembre 1984 | Bielorussia          |
| 4  | Anna Kargopol'ceva | L     | 23 agosto 1991    | Russia               |
| 5  | Natal'ja Nabokova  | S     | 18 giugno 1981    | Russia               |
| 6  | Julija Kutjukova   | S     | 30 marzo 1989     | Russia               |
| 7  | Natal'ja Dianskaja | C     | 7 marzo 1989      | Russia               |
| 10 | Evgenija Ivašova   | S     | 10 marzo 1990     | Russia               |
| 11 | Irina Bil'maer     | C     | 18 agosto 1983    | Russia               |
| 12 | Ol'ga Pal'čevskaja | P     | 6 dicembre 1984   | Bielorussia          |
| 13 | Dar'ja Pisarenko   | S     | 22 aprile 1991    | Russia               |
| 14 | Dar'ja Čikrizova   | L     | 9 giugno 1990     | Russia               |
| 17 | Irina Tarasova     | C     | 6 febbraio 1988   | Russia               |

## Leningradka
| N° | Nome                 | Ruolo | Data di nascita  | Nazionalità sportiva |
| -- | -------------------- | ----- | ---------------- | -------------------- |
| -  | Aleksandr Kašin      | All   | -                | Russia               |
| 1  | Tat'jana Svirina     | P     | 8 gennaio 1977   | Russia               |
| 2  | Elena Naumova        | S     | 29 giugno 1989   | Russia               |
| 3  | Anna Ivanova         | C     | 20 novembre 1987 | Russia               |
| 4  | Ksenija Rošina       | L     | 14 novembre 1986 | Russia               |
| 5  | Eljana Merlina       | S     | 25 aprile 1985   | Russia               |
| 7  | Julija Andruška      | S     | 5 luglio 1985    | Russia               |
| 8  | Julija Eron'jan      | C     | 19 agosto 1976   | Russia               |
| 9  | Natal'ja Alimova     | C     | 9 dicembre 1978  | Russia               |
| 10 | Elena Sozina         | S     | 3 giugno 1973    | Russia               |
| 11 | Marija Kupčinskaja   | L     | 15 agosto 1984   | Russia               |
| 14 | Natal'ja Belousova   | S     | 5 settembre 1975 | Russia               |
| 17 | Ekaterina Udovičenko | P     | 5 ottobre 1987   | Russia               |
| 18 | Tat'jana Gorškova    | O     | 8 marzo 1981     | Russia               |

## Omička
| N° | Nome                 | Ruolo | Data di nascita   | Nazionalità sportiva |
| -- | -------------------- | ----- | ----------------- | -------------------- |
| -  | Viktor Ušakov        | All   | -                 | Russia               |
| 1  | Nadežda Amelina      | S     | 14 settembre 1986 | Russia               |
| 3  | Anna Paregina        | P     | 11 giugno 1985    | Russia               |
| 4  | Dar'ja Vekšina       | L     | 7 maggio 1985     | Russia               |
| 5  | Eva Janeva           | S     | 31 luglio 1985    | Bulgaria             |
| 6  | Anna-Miriam Gansonre | S     | 16 marzo 1982     | Russia               |
| 8  | Irina Kleškova       | P     | 2 ottobre 1986    | Russia               |
| 9  | Tat'jana Bel'kova    | S     | 8 settembre 1986  | Russia               |
| 10 | Yaima Ortíz          | S     | 9 novembre 1981   | Cuba                 |
| 11 | Ljudmila Malofeeva   | O     | 18 maggio 1988    | Russia               |
| 12 | Ol'ga Pal'čikova     | C     | 25 luglio 1983    | Russia               |
| 13 | Evgenija Košel'      | S     | 13 settembre 1989 | Russia               |
| 14 | Anastasija Orlova    | C     | 6 giugno 1986     | Russia               |
| 15 | Evgenija Kondraškina | L     | 1º luglio 1990    | Russia               |
| 18 | Marina Akulova       | P     | 13 dicembre 1986  | Russia               |

## Proton
| N° | Nome                  | Ruolo | Data di nascita   | Nazionalità sportiva |
| -- | --------------------- | ----- | ----------------- | -------------------- |
| -  | Elena Sokolova        | All   | -                 | Russia               |
| 1  | Jana Ščerban'         | S     | 6 settembre 1989  | Russia               |
| 2  | Ksenija Šatalova      | S     | 28 agosto 1992    | Russia               |
| 3  | Ekaterina Gromova     | S     | 13 settembre 1986 | Russia               |
| 4  | Ekaterina Černova     | L     | 26 gennaio 1986   | Russia               |
| 5  | Elena Irisova         | C     | 15 dicembre 1987  | Russia               |
| 6  | Anastasija Komogorova | S     | 17 gennaio 1992   | Russia               |
| 7  | Dar'ja Starceva       | S     | 8 ottobre 1982    | Russia               |
| 8  | Ol'ga Fadeeva         | L     | 26 maggio 1972    | Russia               |
| 9  | Jana Arutjunjan       | P     | 26 gennaio 1986   | Russia               |
| 10 | Marija Brunceva       | C     | 12 giugno 1980    | Russia               |
| 11 | Anna Gur'janova       | S     | 10 gennaio 1985   | Russia               |
| 12 | Larisa Šamanaeva      | C     | 28 novembre 1968  | Russia               |
| 13 | Irina Klimanova       | S     | 17 agosto 1987    | Russia               |
| 14 | Irina Uralëva         | P     | 14 giugno 1990    | Russia               |
| 15 | Tat'jana Šamanaeva    | S     | 31 marzo 1993     | Russia               |

## Samorodok
| N° | Nome                 | Ruolo | Data di nascita  | Nazionalità sportiva |
| -- | -------------------- | ----- | ---------------- | -------------------- |
| -  | Igor' Gajdabura      | All   | -                | Russia               |
| 1  | Juljana Ljakunina    | S     | 8 gennaio 1979   | Russia               |
| 2  | Natal'ja Simonenko   | S     | 31 maggio 1988   | Russia               |
| 4  | Ol'ga Doronina       | C     | 1º luglio 1981   | Russia               |
| 5  | Gergana Marinova     | P     | 12 novembre 1987 | Bulgaria             |
| 6  | Irina Zarjažko       | C     | 4 ottobre 1991   | Russia               |
| 7  | Ol'ga Šukajlo        | S     | 26 ottobre 1991  | Russia               |
| 8  | Elena Maslova        | P     | 27 agosto 1980   | Russia               |
| 9  | Ekaterina Margačkaja | S     | 22 novembre 1984 | Russia               |
| 10 | Svetlana Bubukina    | L     | 4 giugno 1978    | Russia               |
| 11 | Alina But'ko         | S     | 3 maggio 1985    | Russia               |
| 12 | Cvetelina Zarkova    | C     | 18 dicembre 1986 | Bulgaria             |
| 15 | Aleksandra Efremova  | L     | 29 ottobre 1987  | Russia               |
| 17 | Anna Sotnikova       | S     | 29 maggio 1986   | Russia               |

## Uraločka
| N° | Nome                 | Ruolo | Data di nascita   | Nazionalità sportiva |
| -- | -------------------- | ----- | ----------------- | -------------------- |
| -  | Nikolaj Karpol'      | All   | 1º maggio 1938    | Russia               |
| 1  | Evgenija Artamonova  | S     | 17 luglio 1975    | Russia               |
| 9  | Marija Beloborodova  | C     | 12 novembre 1986  | Russia               |
| 3  | Strašimira Filipova  | C     | 18 agosto 1985    | Bulgaria             |
| 4  | Maryna Manjuk        | O     | 26 novembre 1982  | Russia               |
| 5  | Aleksandra Pasynkova | O     | 14 aprile 1987    | Russia               |
| 6  | Oksana Koval'čuk     | O     | 23 novembre 1979  | Bielorussia          |
| 8  | Elena Kovalenko      | S     | 30 giugno 1988    | Russia               |
| 9  | Natal'ja Kuznecova   | L     | 9 marzo 1985      | Russia               |
| 10 | Anastasija Salina    | S     | 30 dicembre 1988  | Russia               |
| 11 | Viktorija Rusakova   | S     | 23 ottobre 1988   | Russia               |
| 12 | Marina Šešenina      | P     | 26 giugno 1985    | Russia               |
| 15 | Vera Serebrjanikova  | P     | 15 settembre 1989 | Russia               |

## Zareč'e Odincovo
| N° | Nome                   | Ruolo | Data di nascita  | Nazionalità sportiva |
| -- | ---------------------- | ----- | ---------------- | -------------------- |
| -  | Vadim Pankov           | All   | 1º giugno 1964   | Russia               |
| 1  | Walewska de Oliveira   | C     | 1º ottobre 1979  | Brasile              |
| 2  | Aleksandra Vinogradova | L     | 11 aprile 1988   | Russia               |
| 3  | Marija Žadan           | P     | 6 febbraio 1983  | Russia               |
| 4  | Ekaterina Romanenko    | L     | 23 dicembre 1993 | Russia               |
| 5  | Ekaterina Bogačëva     | C     | 2 gennaio 1990   | Russia               |
| 6  | Dar'ja Stoljarova      | S     | 29 marzo 1990    | Russia               |
| 7  | Hanna Cokur            | S     | 2 aprile 1984    | Russia               |
| 8  | Anastasija Markova     | C     | 16 ottobre 1987  | Russia               |
| 9  | Ksenija Naumova        | S     | 1º febbraio 1990 | Russia               |
| 10 | Ekaterina Pankova      | P     | 2 febbraio 1990  | Russia               |
| 11 | Daria Gorjaeva         | S     | 9 novembre 1993  | Russia               |
| 12 | Elena Lisovskaja       | C     | 10 luglio 1983   | Russia               |
| 13 | Anastasija Bavykina    | S     | 6 luglio 1992    | Russia               |
| 14 | Margareta Kozuch       | O     | 30 ottobre 1986  | Germania             |
| 15 | Aleksandra Ivanova     | S     | 14 ottobre 1994  | Russia               |
| 16 | Julija Burlakova       | S     | 7 ottobre 1994   | Russia               |
| 18 | Marina Ivanova         | C     | 27 gennaio 1994  | Russia               |